# Inés Sastre
Inés Sastre Moratón  (Valladolid, 21 de novembro de 1973) é uma modelo e atriz espanhola. 

## Vida pregressa
Nascida em Valladolid, a carreira de Sastre começou aos 12 anos, quando foi selecionada para um comercial de fast-food no McDonald's. Sua primeira aparição no cinema ocorreu em 1988 em El Dorado por Carlos Saura. Em 1989, ela foi premiada com o Look do Ano pelo grupo Elite Model Agency. Nesse ponto de sua vida, ela iniciou uma carreira de modelo, mas optou por continuar seus estudos. 
Estudou na Sorbonne em Paris e, além do espanhol, fala fluentemente francês, inglês e italiano. Em 1996, Sastre sucedeu Isabella Rossellini como modelo de porta-voz de Lancôme para seu perfume, Trésor.
Em 1997, antes de interpretar Francesca Babini no filme Il testimone dello sposo, da diretora italiana Pupi Avati, tornou-se a Beauté Naturelle por ter ganho o Prix de la mode no Paris 'Fashion Awards. Nos anos seguintes, ela trabalhou com a UNESCO e participou de uma infinidade de desfiles de design de moda, além de participar de inúmeros anúncios. 
Em 2000, Sastre alcançou popularidade na Itália como apresentadora junto de Fabio Fazio no Italian Music Festival di Sanremo. 
Sastre casou-se com Alexandro Corrias em 2006 e juntos tiveram um filho, Diego. Pouco mais de um ano depois, eles pediram o divórcio.     
Sastre é uma embaixatriz da UNICEF. 
Ela gosta de golfe e já jogou na instituição de caridade Gary Player Invitational várias vezes na África do Sul para ajudar a arrecadar fundos para crianças carentes.   

## Filmografia
- 1988 El Dorado
- 1988 Joan of Arc of Mongolia
- 1990 Fuga dal paradiso
- 1995 Beyond the Clouds
- 1995 Faire un film pour moi c'est vivre (documentary)
- 1995 Sabrina
- 1997 The Best Man
- 1998 The Count of Monte Cristo
- 1999 Un amor de Borges
- 2001 Druids
- 2001 Torrente 2: Misión en Marbella
- 2001 Vidocq
- 2003 Io No
- 2003 Volpone
- 2003 Variaciones 1/113
- 2005 The Lost City
- 2007 A Dinner for Them to Meet

## Honras
- Dame ("Chevalier") da Ordre des Arts et des Lettres (21/11/2013).[4]